# Oomyzus galerucivorus
Oomyzus galerucivorus är en stekelart som först beskrevs av Karl-Johan Hedqvist 1959.  Oomyzus galerucivorus ingår i släktet Oomyzus och familjen finglanssteklar. Arten är reproducerande i Sverige. Inga underarter finns listade i Catalogue of Life.